# Delias levicki
Delias levicki är en fjärilsart som beskrevs av Rothschild 1927. Delias levicki ingår i släktet Delias och familjen vitfjärilar. Inga underarter finns listade i Catalogue of Life.